# Квекто-
Квекто- (международное обозначение: quecto-, сокращённое q) — приставка в Международной системе единиц (СИ), обозначающая умножение основной единицы измерения на 10−30 (одну нониллионную). Принята на XXVII Генеральной конференции по мерам и весам в 2022 году.
«Q» оставалась одной из двух букв, не используемых для префиксов других единиц. Название «квекто» было выбрано из-за того, что оно начиналось с этой буквы, а также из-за его небольшого сходства с греческим словом «десять» (др.-греч. δέκα [де́ка]).
Примеры:
- Электрослабая эпоха началась через 0,01 квектосекунды после Большого взрыва.
- На уровне моря на Земле вес электрона составляет 8,94 квектоньютона.